# Congreso Democrático (Lesoto)
El Congreso Democrático es un partido político lesotense separado del Congreso por la Democracia de Lesoto en 2011. Está dirigido por Pakalitha Mosisili, primer ministro de Lesoto desde 2015 hasta 2017.

## Historia
Antes de la elección de 2012, el gobernante Congreso por la Democracia de Lesoto se dividió, con el primer ministro Pakalitha Mosisili dejando el partido. Mosisili fundó entonces en Congreso Democrático. En un principio incorporaba el nombre del fundador del LCD, Ntsu Mokhehle, anterior primer ministro, llamándose Congreso Democrático Ntsu. Sin embargo, el líder de dicho partido, Mothetjoa Metsing, exigió que se le cambiara el nombre a Congreso Democrático. En las elecciones, el partido obtuvo mayoría simple, pero Mosisili perdió el cargo de primer ministro ante Tom Thabane, luego de que los partidos opositores formaran un gobierno de coalición. Sin embargo, Mosisili recuperaría el cargo en las siguientes elecciones anticipadas, en 2015.

## Resultados electorales
| Año  | # de votos | % de votos | # de escaños | +/– | Posición              |
| ---- | ---------- | ---------- | ------------ | --- | --------------------- |
| 2012 | 218.366    | 39.58      | 48/120       |     | Oposición             |
| 2015 | 218.573    | 38.37      | 47/120       | 1   | Gobierno de coalición |
| 2017 | 150.172    | 25.82      | 30/120       | 17  | Oposición             |
| 2022 | 128.105    | 24.87      | 29/120       | 1   | Oposición             |